# Новомусино (Куюргазинский район)
Новому́сино (баш. Яңы Муса) — село в Куюргазинском районе Республики Башкортостан Российской Федерации. Входит в состав Илькинеевского сельсовета.

## География

### Географическое положение
Расстояние до:
- районного центра (Ермолаево): 36 км,
- центра сельсовета (Илькинеево): 9 км,
- ближайшей ж/д станции (Карагайка): 12 км.

## Население
| 2002 | 2009 | 2010 |
| ---- | ---- | ---- |
| 295  | ↗347 | ↘305 |

### Национальный состав
Согласно переписи 2002 года, преобладающие национальности — татары (40 %), башкиры (36 %).